# Кириенко, Иван Иванович
Иван Иванович Кириенко (1877 — 23 декабря 1918, Омск) — меньшевик, депутат Государственной думы II созыва от Киевской губернии.

## Биография
По национальности украинец («малоросс»). Из дворян. Выпускник Киевского реального училища. Учился в Харьковском технологическом институте, но 5 раз был исключён из него за участие в студенческих волнениях, курса так и не окончил. Многократно был арестован. Состоял в Российской социал-демократической партии, вошёл во фракцию меньшевиков. Владел землёй площадью 120 десятин.
6 февраля 1907 избран в Государственную думу II созыва от общего состава выборщиков Киевского губернского избирательного собрания. Вошёл в состав Социал-демократической фракции. Состоял в думских комиссиях по исполнению государственной росписи доходов и расходов, о свободе совести и аграрной комиссию. Участвовал в прениях по вопросам об избрании Продовольственной комиссии и Комиссии о помощи безработным, о величине контингента новобранцев в призыв 1907. 17 апреля 1907 года был лишён слова.
После роспуска Думы проходил по делу о социал-демократической фракции и приговорён к 4 годам каторги. Срок отбывал в Александровской центральной каторжной тюрьме. В 1911 году поселён как ссыльнопоселенец в Карашчанскую волость Киренского уезда Иркутской губернии, а затем в село Уян Балаганского уезда.
После Февральской революции был назначен комиссаром Временного правительства в 11-й армии, и комиссаром Киевского военного округа.
В начале августа 1918 года переехал из Екатеринбурга в Челябинск, там стал главой военно-учётного стола. В начале сентября 1918 стал помощником челябинского окружного комиссара, а с конца октября 1918 — исполняющий должность комиссара.
В середине ноября 1918, будучи главой гражданской администрации края, отказался признать переворот адмирала А. В. Колчака, в ходе которого были арестованы члены Временного Всероссийского правительства, избранного на Государственном совещании в Уфе. Одновременно отказался от вооружённого сопротивления перевороту и ратовал за мирное разрешение конфликта. В ночь на 30 ноября 1918 задержан и вывезен в Омск.
22 декабря во время восстания большевиков, поднятого в Омске, освобождён. Но не разделяя целей восстания и стремясь предотвратить кровопролитие, вместе с другими социал-демократами вернулся в тюрьму. Ночью 23 декабря сопровождаемый сильным конвоем в тюрьму явился начальник унтер-офицерской школы капитан П. М. Рубцов и потребовал выдать ему И. И. Кириенко и эсера И. И. Девятова. По приказу Рубцова их увёл один из офицеров, который вскоре вернулся в тюрьму и доложил об исполнении приказа. Кириенко был расстрелян на льду Иртыша вместе с другими видными социалистами и участниками неудачного восстания в Омске.
Сам Колчак рассматривал ночные расстрелы в Омске видных меньшевиков и эсеров как «акт, направленный против меня, совершенный такими кругами, которые меня начали обвинять в том, что я вхожу в соглашение с социалистическими группами».

### Рекомендуемые источники
- Российский государственный исторический архив. Фонд 1278. Опись 1 (2-й созыв). Дело 193; Дело 603. Лист 17.